# Lekkoatletyka na Letnich Igrzyskach Olimpijskich 1980 – skok o tyczce mężczyzn
Skok o tyczce mężczyzn podczas XXII Letnich Igrzysk Olimpijskich w Moskwie rozegrano 28 (kwalifikacje) i 30 lipca 1980 na Stadionie Łużniki. Zwycięzcą został reprezentant Polski Władysław Kozakiewicz, który ustanowił nowy rekord świata rezultatem 5,78 m.

## Rekordy

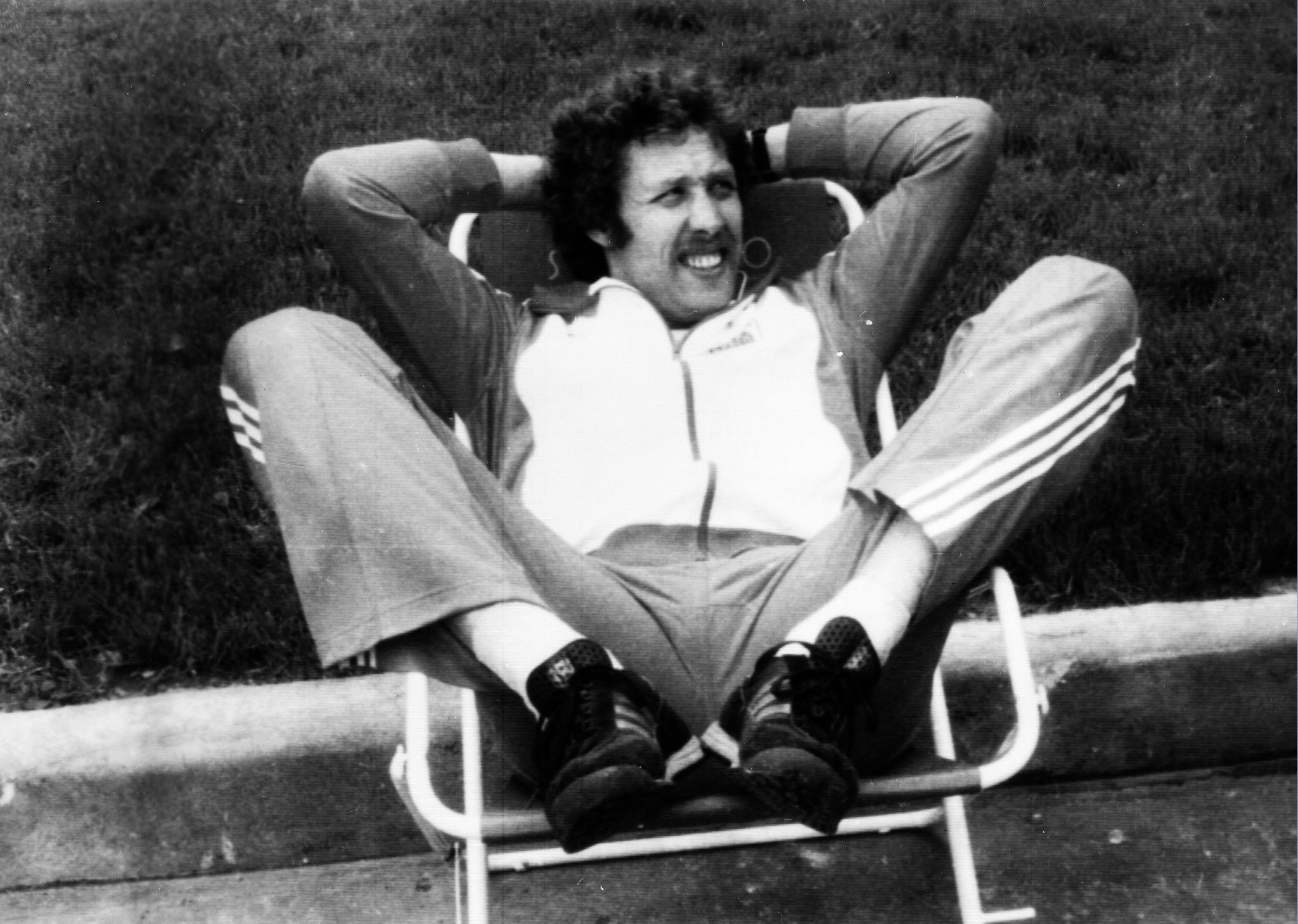
Władysław Kozakiewicz

|                   | Zawodnik          | Narodowość        | Wynik | Data               | Miejsce  |
| ----------------- | ----------------- | ----------------- | ----- | ------------------ | -------- |
| Rekord świata     | Philippe Houvion  | Francja           | 5,77  | 15 lipca 1980(dts) | Paryż    |
| Rekord olimpijski | Tadeusz Ślusarski | Polska            | 5,50  | 26 lipca 1976(dts) | Montreal |
| Rekord olimpijski | Antti Kalliomäki  | Finlandia         | 5,50  | 26 lipca 1976(dts) | Montreal |
| Rekord olimpijski | Dave Roberts      | Stany Zjednoczone | 5,50  | 26 lipca 1976(dts) | Montreal |

## Wyniki
| Poz. - pozycja |
| – rekord świata \| – rekord krajowy \| – rekord życiowy \| = – wyrównany rekord życiowy \| · – najlepszy wynik w sezonie \| = – wyrównany najlepszy wynik w sezonie \| – rekord olimpijski |
| Fn – falstart \| DNF – nie ukończył \| DNS – nie wystartował \| DSQ – zdyskwalifikowany |

### Kwalifikacje
Do finału awansowali zawodnicy, którzy osiągnęli minimum 5,40 m, względnie 12 najlepszych (gdyby mniej niż 12 zawodników osiągnęło minimum). Skoczkowie startowali w dwóch grupach (A i B).
| Poz. | Grupa | Zawodnik              | Reprezentacja   | 5,15 | 5,25 | 5,35 | 5,40 | Wynik | Uwagi |
| ---- | ----- | --------------------- | --------------- | ---- | ---- | ---- | ---- | ----- | ----- |
| 1.   | B     | Mariusz Klimczyk      | Polska          | –    | xo   | –    | o    | 5,40  | Q     |
| 1.   | A     | Tadeusz Ślusarski     | Polska          | –    | xo   | –    | o    | 5,40  | Q     |
| 3.   | A     | Jean-Michel Bellot    | Francja         | –    | o    | xo   | o    | 5,40  | Q     |
| 4.   | A     | Thierry Vigneron      | Francja         | xo   | xo   | xo   | o    | 5,40  | Q     |
| 5.   | A     | Władysław Kozakiewicz | Polska          | –    | o    | –    | xo   | 5,40  | Q     |
| 6.   | B     | Miro Zalar            | Szwecja         | o    | o    | o    | xo   | 5,40  | Q     |
| 7.   | B     | Tapani Haapakoski     | Finlandia       | –    | o    | xo   | xo   | 5,40  | Q     |
| 8.   | B     | Rauli Pudas           | Finlandia       | –    | o    | o    | xxx  | 5,35  | q     |
| 8.   | A     | Konstantin Wołkow     | ZSRR            | –    | o    | o    | –    | 5,35  | q     |
| 10.  | B     | Brian Hooper          | Wielka Brytania | o    | o    | xo   | xxx  | 5,35  | q     |
| 11.  | A     | Sergiej Kulibaba      | ZSRR            | –    | xo   | xo   | –    | 5,35  | q     |
| 12.  | A     | Philippe Houvion      | Francja         | o    | xxo  | xo   | x––  | 5,35  | q     |
| 13.  | B     | Atanas Tyrew          | Bułgaria        | –    | xo   | xxx  |      | 5,25  |       |
| 14.  | A     | Felix Böhni           | Szwajcaria      | o    | xxx  |      |      | 5,15  |       |
| 15.  | B     | Axel Weber            | NRD             | xo   | xxx  |      |      | 5,15  |       |
| –    | B     | Patrick Desruelles    | Belgia          | xxx  |      |      |      | NM    |       |
| –    | B     | Iwo Janczew           | Bułgaria        | xxx  |      |      |      | NM    |       |
| –    | A     | Antti Kalliomäki      | Finlandia       | –    | –    | xxx  |      | NM    |       |
| –    | A     | Jurij Prochorenko     | ZSRR            | –    | –    | xxx  |      | NM    |       |

### Finał
| Poz. | Zawodnik              | Reprezentacja   | 5,15 | 5,25 | 5,35 | 5,45 | 5,50 | 5,55 | 5,60 | 5,65 | 5,70 | 5,75 | 5,78 | 5,82 | Wynik | Uwagi |
| ---- | --------------------- | --------------- | ---- | ---- | ---- | ---- | ---- | ---- | ---- | ---- | ---- | ---- | ---- | ---- | ----- | ----- |
| 1.   | Władysław Kozakiewicz | Polska          | –    | –    | o    | –    | o    | –    | o    | o    | o    | o    | xo   | xxx  | 5,78  | [ 1 ] |
| 2.   | Tadeusz Ślusarski     | Polska          | –    | –    | o    | –    | –    | o    | –    | xxo  | xxx  |      |      |      | 5,65  |       |
| 2.   | Konstantin Wołkow     | ZSRR            | –    | –    | o    | –    | –    | o    | –    | xxo  | xx–  | x    |      |      | 5,65  |       |
| 4.   | Philippe Houvion      | Francja         | –    | xo   | –    | xo   | –    | o    | –    | xxo  | xxx  |      |      |      | 5,65  |       |
| 5.   | Jean-Michel Bellot    | Francja         | –    | –    | o    | –    | o    | –    | o    | xxx  |      |      |      |      | 5,60  |       |
| 6.   | Mariusz Klimczyk      | Polska          | –    | o    | –    | xo   | –    | o    | xxx  |      |      |      |      |      | 5,55  |       |
| 7.   | Thierry Vigneron      | Francja         | –    | o    | –    | o    | –    | xxx  |      |      |      |      |      |      | 5,45  |       |
| 8.   | Sergiej Kulibaba      | ZSRR            | –    | xo   | –    | o    | –    | xxx  |      |      |      |      |      |      | 5,45  |       |
| 9.   | Tapani Haapakoski     | Finlandia       | –    | xo   | –    | xo   | –    | xxx  |      |      |      |      |      |      | 5,45  |       |
| 10.  | Miro Zalar            | Szwecja         | –    | o    | o    | xx–  | x    |      |      |      |      |      |      |      | 5,35  |       |
| 11.  | Brian Hooper          | Wielka Brytania | o    | o    | xxo  | xxx  |      |      |      |      |      |      |      |      | 5,35  |       |
| 12.  | Rauli Pudas           | Finlandia       | –    | o    | –    | xxx  |      |      |      |      |      |      |      |      | 5,25  |       |